# 金侯城
金侯城（1881年—1968年1月15日），江蘇省寶山人。

## 生平
早年就讀上海廣方言館，1900年金侯城與張君勵、公權昆仲等被江蘇省選為赴日學生，1912年畢業於日本早稻田大學後，回國主持寶山縣議會。1913年入中國銀行襄理金融。1936年任國民政府鐵道部秘書，抗戰勝利後民社黨成立，任秘書長一職。後任國民大會制憲代表、上海市第一屆國民大會代表。1947年民社黨第一次全國代表大會開會於上海，金侯城任中央常務委員，仍兼秘書長職。1968年1月15日病故臺北。

### 書籍
- 《各擅風騷:民國人和事》

- 《中華民國史》